# Arabis armena
Arabis armena е вид растение от семейство Кръстоцветни (Brassicaceae). Видът е почти застрашен от изчезване.

## Разпространение
Разпространен е в Азербайджан и Армения.